# Gleirschtal (Stubaier Alpen)
Gleirschtal är en dal i Österrike.   Den ligger i förbundslandet Tyrolen, i den västra delen av landet, 400 km väster om huvudstaden Wien.
I omgivningarna runt Gleirschtal växer i huvudsak barrskog. Runt Gleirschtal är det ganska tätbefolkat, med 80 invånare per kvadratkilometer.